# Yohanes Chiappinelli
Yohanes Chiappinelli (Adís Abeba, Etiopía, 18 de agosto de 1997) es un deportista italiano de origen etíope que compite en atletismo, especialista en las carreras de obstáculos y de fondo.
Ganó una medalla de bronce en el Campeonato Europeo de Atletismo de 2018 y una medalla de bronce en el Campeonato Europeo de Atletismo en Ruta de 2025.

## Palmarés internacional
| Campeonato Europeo         | Campeonato Europeo         | Campeonato Europeo | Campeonato Europeo       |
| Año                        | Lugar                      | Medalla            | Prueba                   |
| -------------------------- | -------------------------- | ------------------ | ------------------------ |
| 2018                       | Berlín (Alemania)          | Medalla de bronce  | 3000 m obstáculos        |
| Campeonato Europeo en Ruta |                            |                    |                          |
| Año                        | Lugar                      | Medalla            | Prueba                   |
| 2025                       | Bruselas/Lovaina (Bélgica) | Medalla de bronce  | Media maratón por equipo |